# Kayakujutsu
Le kayaku-Jutsu, de moins en moins pratiqué, reste le plus spectaculaire des jutsu.
Cette technique consiste à combattre en déstabilisant son adversaire avec divers outils fabriqués avec soin (le plus souvent explosif, éblouissant, brûlant et suffocant).